# راز ساگال
راز ساگال (لهستانی: Tajemnica Sagali؛ ‏ آلمانی: Das Geheimnis des Sagala) یک مجموعهٔ تلویزیونی لهستانی-آلمانی است که در سال ۱۹۹۷ منتشر شد. ماجرای سریال حول و حوش دو پسر به نام‌های «کوبا» و «یاتسک» می‌گردد که یک سنگ جادویی پیدا می‌کنند. آنها برای به دست آوردن قطعات دیگر سنگ (مشهور به مجموعهٔ ساگال) به سفری در زمان می‌روند و از قدرت آن برای بازگرداندن مادرشان استفاده می‌کنند.

## گزیدهٔ بازیگران
- ماوگوژاتا فورمنیاک
- وینفرید گلاتزیدر
- آنا سنیوک
- ماریا نیکلینسکا
- سزاری ژاک
- توماش ساپریک
- پاوئو دلانگ
- یاتسک بورتسوخ
- رابرت گونرا
- دوروتا سگدا
- پیوتر گونسافکی
- هانا اشلشینسکا
- دوروتا خوتتسکا
- رادوسواف پازورا
- ماگدالنا واژخا
- یانوش میخائوفسکی
- باربارا ژیلینسکا
- هنریک واپینسکی
- مارک بارباشیویچ
- بارتوش ابوخوویچ
- پاوئو کلشچ
- رناتا برگر
- روبرت چبوتار
- گژگوش کووالچیک
- میروسواوا دوبرافسکا
- آگنیشکا چکاینسکا
- یان یانکوفسکی